# Uwe Buchtmann
Uwe Buchtmann (ur. 7 kwietnia 1968 w Herford) – niemiecki kolarz torowy, dwukrotny medalista mistrzostw świata.

## Kariera
Największym sukcesem w karierze Uwe Buchtmanna było zdobycie wspólnie z Hansem-Jürgenem Greilem srebrnego medalu w wyścigu tandemów podczas mistrzostw świata w Gandawie w 1988 roku. Na rozgrywanych dwa lata później mistrzostwach świata w Maebashi wspólnie z Markusem Nagelem zdobył w tej samej konkurencji brązowy medal. Ponadto wielokrotnie zdobywał medale mistrzostw kraju, przy czym w 1990 roku zwyciężył w tandemach. Butchmann nigdy nie brał udziału w igrzyskach olimpijskich.